# Kristvalla distrikt
Kristvalla distrikt är ett distrikt i Nybro kommun och Kalmar län. 
Distriktet ligger norr om Nybro. 

## Tidigare administrativ tillhörighet
Distriktet inrättades 2016 och utgörs av en del av området som Nybro stad omfattade till 1971, delen som före 1969 utgjorde Kristvalla socken.
Området motsvarar den omfattning Kristvalla församling hade 1999/2000.